# De heliga i landet
De heliga i landet är en psalm, skriven 1977 av Olov Hartman. Musiken är skriven 1979 av Erland von Koch.

## Publicerad i
- 1986 års psalmbok som nr 484 under rubriken "Alla helgons dag".
- Svensk psalmbok för den evangelisk-lutherska kyrkan i Finland (1986) somnr 435 under rubriken " Kallelse och efterföljd" med något annan text än i Den svenska psalmboken.